# Nicola Campanile
Nicola Campanile (Pavullo nel Frignano, 21 marzo 1966 – Siena, 1º giugno 1990) è stato un militare italiano, insignito di medaglia d'oro al valor civile alla memoria, di medaglia d'oro del Comandante Generale dell'Arma dei Carabinieri alla memoria e di laurea magistrale in Giurisprudenza a titolo d'onore alla memoria.

## Biografia

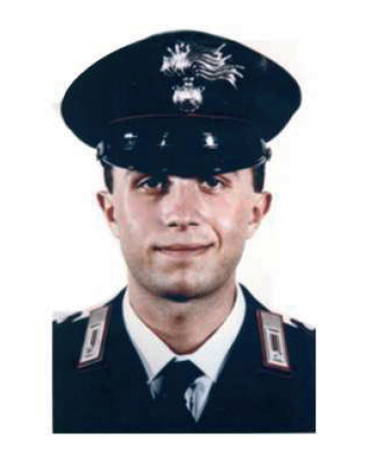
Car. Nicola Campanile MOVC

Nicola Campanile è nato a Pavullo nel Frignano da una famiglia di origini pugliesi. Il padre Matteo, alto magistrato e Presidente Aggiunto Onorario della Corte Suprema di Cassazione, nel 1966 era Pretore a Pavullo nel Frignano ma dopo pochi mesi si è trasferito a Roma con la famiglia per esigenze di servizio. Nicola, figlio unico, è cresciuto a Roma e dopo aver conseguito la maturità classica presso l'Istituto Marcantonio Colonna, ha prestato il servizio militare di leva nel corpo specializzato della Vigilanza Aeronautica Militare (VAM) presso la Scuola Centrale di Viterbo, successivamente si è iscritto alla facoltà di Giurisprudenza dell'Università "La Sapienza" di Roma. Durante il corso degli studi universitari ha scelto di arruolarsi come volontario per due anni nell'Arma dei Carabinieri e dopo il periodo di formazione alla scuola Allievi Carabinieri di Benevento si è trasferito a Siena. Qui ha prestato servizio come Carabiniere ausiliario presso la Stazione dei Carabinieri di Siena Centro e contemporaneamente ha proseguito gli studi universitari di Giurispudenza presso la locale Università. Il 1º giugno 1990, mentre era in servizio di prevenzione e repressione dei reati insieme all'Appuntato Mario Forziero facente parte di nucleo radiomobile a bordo di un'autovettura, si è scontrato in via dei Gazzani con un pericoloso pregiudicato di Montelupo Fiorentino che era giunto contromano su di un ciclomotore. Questi vistosi controllato, ha estratto una pistola ed ha sparato senza esitazione contro i due carabinieri che pur gravemente feriti sono riusciti a reagire con l'arma in dotazione. Nel conflitto a fuoco sono caduti entrambi i militari ai quali è stata concessa per tale atto eroico l'onorificenza della Medaglia d'oro al Valore Civile alla memoria.

## Omaggi e commemorazioni

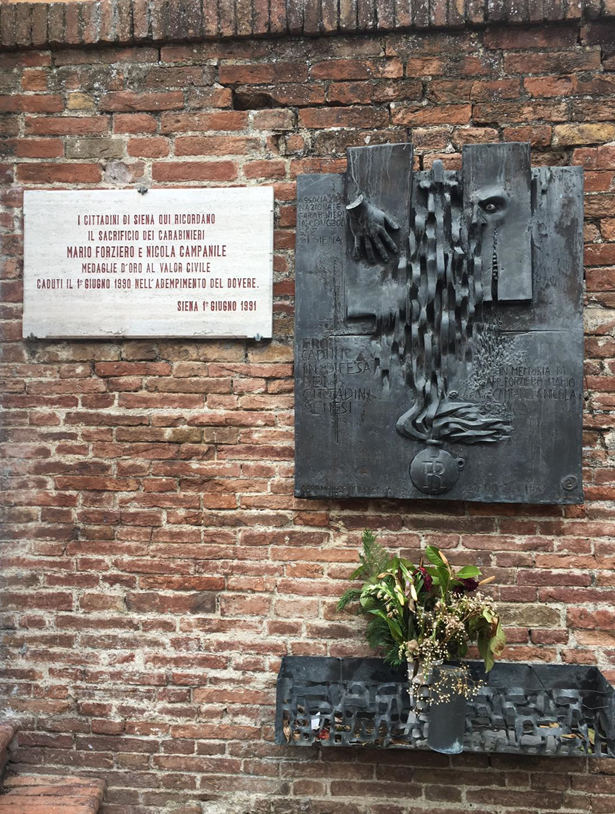
Siena, via dei Gazzani

L'Arma dei Carabinieri ha onorato Nicola Campanile intitolando alla sua memoria la caserma sede della Stazione Carabinieri di Siena Centro il 21 marzo 2001 e la nuova caserma sede della Tenenza dei Carabinieri di Castelfranco Emilia il 27 ottobre 2001, con solenni cerimonie tenute alla presenza di autorità militari, civili, religiose e dei familiari.
Il comune di Lucera, città natale della madre Marisa, ha intitolato alla memoria del giovane carabiniere caduto all'età di soli 24 anni una via cittadina nel nuovo quartiere di Lucera 2 il 18 giugno 1994.

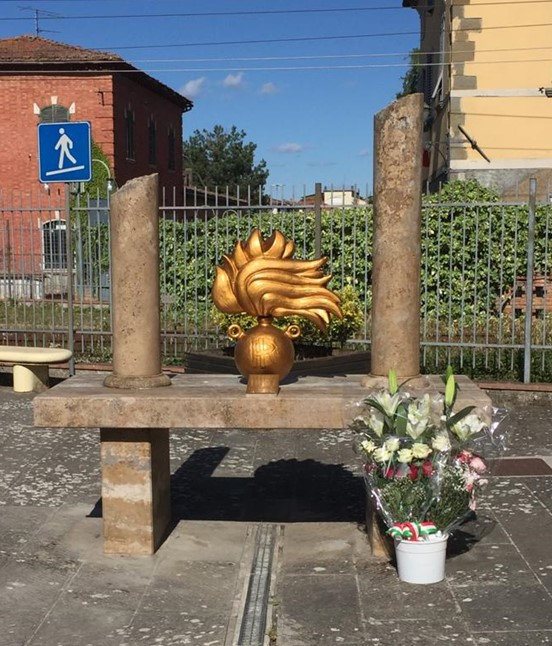
Sinalunga, piazzetta Forziero Campanile

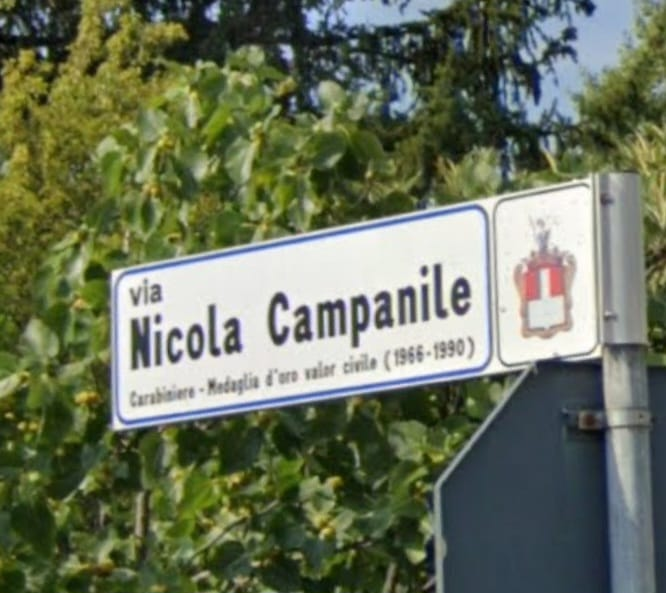
Varese, via Nicola Campanile MOVC

Il Comune di Roma Capitale ha intitolato una strada nel Municipio XIX nella zona dedicata alle Medaglie d'Oro, nel quartiere della Balduina dove Nicola è cresciuto, il 4 aprile 2002. Il comune di Pavullo nel Frignano ha omaggiato il carabiniere dedicandogli una via nel comprensorio della nuova caserma dei carabinieri, adiacente alla piazza caduti di Nassirija e alla via Generale C.A. Dalla Chiesa, il 16 novembre 2014. Altre vie cittadine sono state intitolate alla memoria del carabiniere eroe caduto in servizio nell'adempimento del dovere nel Comune di Varese, di Foggia, di San Giovanni Rotondo ed a Carpino, cittadina garganica natale del padre. Anche l'amministrazione comunale di Sinalunga, città di origine della famiglia di Mario Forziero, ha dedicato alla memoria dei due militari caduti una piazzetta a loro nome in zona centrale.
Su iniziativa dell'Associazione Nazionale Carabinieri (ANC) Sezione Provonciale di Siena, dell'associazione di Siena Futura e del Comune di Siena è stata posta una targa commemorativa in marmo ed un monumento in bronzo in via dei Gazzani alla Lizza in Siena sul luogo dell'eccidio per ricordare il sacrificio dei due carabinieri il 1 giugno 1991, ad un anno esatto dal tragico evento. Anche l'Amministrazione comunale di Sinalunga, insieme alla locale sezione dell'Associazione Nazionale Carabinieri, hanno reso omaggio ai due militari dedicando un monumento in marmo e bronzo al centro della piazzetta a loro intitolata il 1 giugno 1995. L'Associazione Nazionale Carabinieri Sezione di Lucera ha intitolato alla memoria di Nicola Campanile e di Luigi Folliero, carabinieri caduti nell'adempimento del dovere di origini lucerine, un monumento in marmo nel cimitero comunale di Lucera dove entrambi riposano, il 10 settembre 2016.
A maggio di ogni anno, ininterrottamente a partire dal 2003, si svolge la "Cicloescursione di Siena- Pedalata con i Carabinieri", organizzata dalla Associazione Nazionale Carabinieri - Sezione Provinciale di Siena e dalla Federazione Italiana Amici della Bicicletta, in ricordo dei due militari cadutii.
Ogni anno in occasione dell'anniversario il 1 giugno, le Istituzioni dell'Arma dei Carabinieri, dei Comuni di Siena, Sinalunga e Lucera e l'ANC sezioni di Siena, Sinalunga, Lucera e Modena ricordano i due carabinieri con cerimonie religiose, civili e militari.

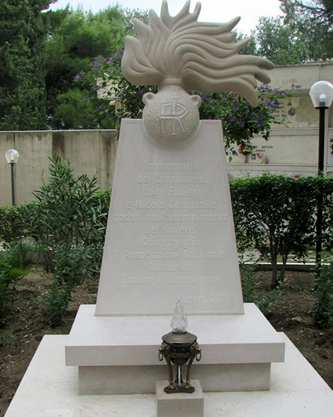
Lucera, cimitero

Il 31 maggio 2014, nell'anno della ricorrenza del bicentenario di fondazione dell'Arma dei Carabinieri, si è svolta a Siena una cerimonia più importante rispetto a quelle abituali alla presenza del Comandante Interregionale Carabinieri "Podgora", Generale di corpo d'armata Tullio Del Sette. Nell'occasione l'Istituzione ha voluto onorare i due carabinieri eroi con la consegna di un riconoscimento speciale alla memoria da parte del Comandante Generale dell'Arma dei Carabinieri, Generale di corpo d'armata Leonardo Gallitelli. Anche il Comandante dei Carabinieri della Legione Lazio, Generale di Divisione Gaetano Maruccia in occasione del Precetto Pasquale il 5 aprile 2014 ha omaggiato Nicola Campanile con un riconoscimento alla memoria consegnato ai genitori. Questi è stato ricordato anche in analoghe cerimonie che si sono tenute il 3 e 4 maggio 2014 a Castelfranco Emilia e a Pavullo nel Frignano, alla presenza delle autorità locali, dei genitori e dei familiari.
Il 12 giugno 2014, nel corso di una solenne cerimonia, l'Università di Siena ha conferito a titolo di onore la laurea magistrale alla memoria in Giurisprudenza al Carabiniere Nicola Campanile, iscritto all'atto della morte alla facoltà di Giurisprudenza dell'ateneo senese.

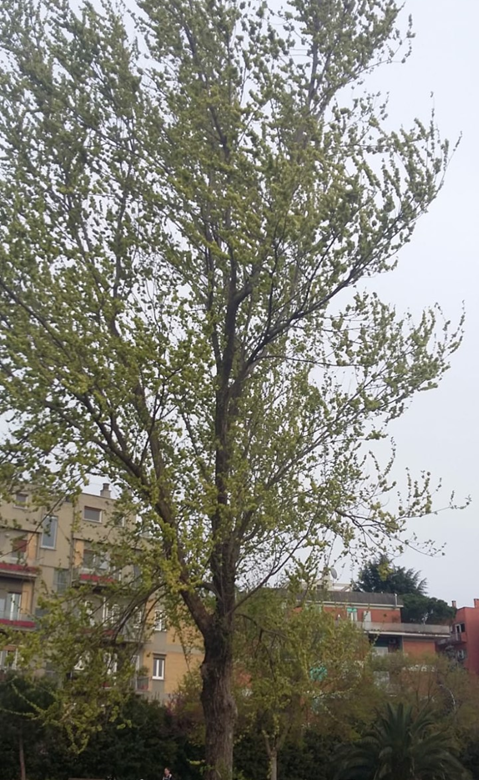
Roma, parco del Pineto

Nel giugno 2014 a Pavullo nel Frignano si è tenuta la commemorazione della scomparsa del militare che è stato ricordato anche nel volume "C'è urgente bisogno di Carabinieri …. 1859-1861”, pubblicato per il 150º anniversario dell'Unità d'Italia dalla Edizioni Il Fiorino e presentato per l'occasione dal Generale di corpo d'armata Giuseppe Richero e nel volume "1814-2014, i carabinieri custodi della legge" Edizioni Il Fiorino. Inoltre la storia ed il sacrificio di Nicola Campanile è stato ricordato nel volume "Eroi a Roma" facente parte del progetto "Una città di eroiche memorie", realizzato dalla Cooperativa Sociale Eureka nel 2011 con il contributo di Roma Capitale - Presidenza dell'Assemblea Capitolina.
Il 1 giugno 2023 a Pavullo nel Frignano il Comandante Provinciale dei Carabinieri di Modena ed il Sindaco del Comune di Pavullo nel Frignano hanno scoperto una targa per ricordare il sacrificio di Nicola.
L'8 giugno 2019 è stata inaugurata ed intitolata alla memoria di Nicola la nuova sede dell'Associazione Nazionale Carabinieri- Sezione di Castelfranco Emilia.
Il 4 febbraio 2006 gli è stata dedicata una sala interna della sede dell'Associazione Nazionale Carabinieri - Sezione di Lucera.
Nel 1992 si è tenuta a Lucera la prima edizione del premio "Generosità Nicola Campanile" con la consegna degli attestati a due studenti del Liceo Scientifico e del Liceo Classico Ruggero Bonghi di Lucera, giunto alla terza edizione nel 2011.
Il 30 giugno 1991 è stata intitolata in memoria di Nicola la sezione provinciale di Foggia dell'Unione Nazionale Mutilati per Servizio Istituzionale.
In occasione della inaugurazione della Chiesa parrocchiale di San Francesco Antonio Fasani di Lucera nel 2002, è stata dedicata a Nicola una campana in bronzo.
In occasione del 20 anniversario su iniziativa degli amici di Nicola è stato piantato a Roma, nel parco del Pineto, un albero a suo nome per ricordarne il sacrificio e la generosità.